# Белое (Куртамышский район)
Белое — деревня в Куртамышском районе Курганской области. Входит в состав Обанинского сельсовета.

## История
До 1917 года входила в состав Каминской волости Челябинского уезда Оренбургской губернии. По данным на 1926 год деревня Белая состояла из 142 хозяйств. В административном отношении являлась центром Беловского сельсовета Звериноголовского района Курганского округа Уральской области.

## Население
| 1989 | 2002 | 2010 |
| ---- | ---- | ---- |
| 130  | ↘80  | ↘30  |

По данным переписи 1926 года в деревне проживало 625 человек (278 мужчин и 347 женщин), в том числе: русские составляли 100 % населения.